# Limonia lateromacula
Limonia lateromacula är en tvåvingeart som beskrevs av Edwards 1933. Limonia lateromacula ingår i släktet Limonia och familjen småharkrankar. Inga underarter finns listade i Catalogue of Life.